# Stadhuisplein (Rotterdam)
Het Stadhuisplein is een verkeersvrij gedeelte van het centrum van Rotterdam. Door de aanwezigheid van meerdere horecagelegenheden is het een populaire uitgaansplek. Het plein ligt direct voor het stadhuis van Rotterdam, aan de Coolsingel. Grote successen van Feyenoord worden er door duizenden supporters gevierd. Het is een belangrijke verbinding tussen Coolsingel en Lijnbaan.
Op het plein bevindt zich de beeldengroep Monument voor alle gevallenen 1940 - 1945 van Mari Andriessen.

## Fotogalerij

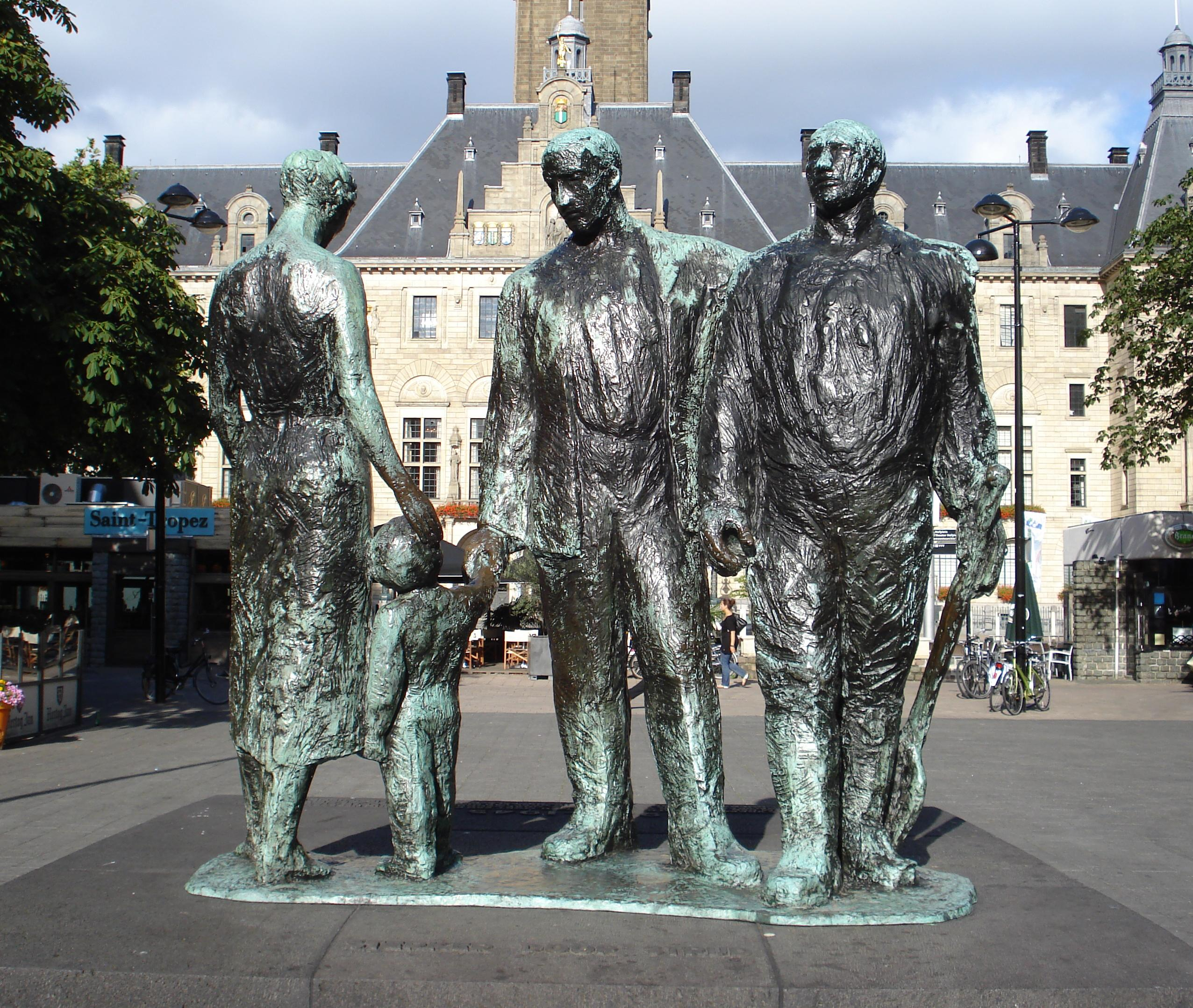
Monument voor alle gevallenen 1940-1945 van Marie Andriessen op het Stadhuisplein
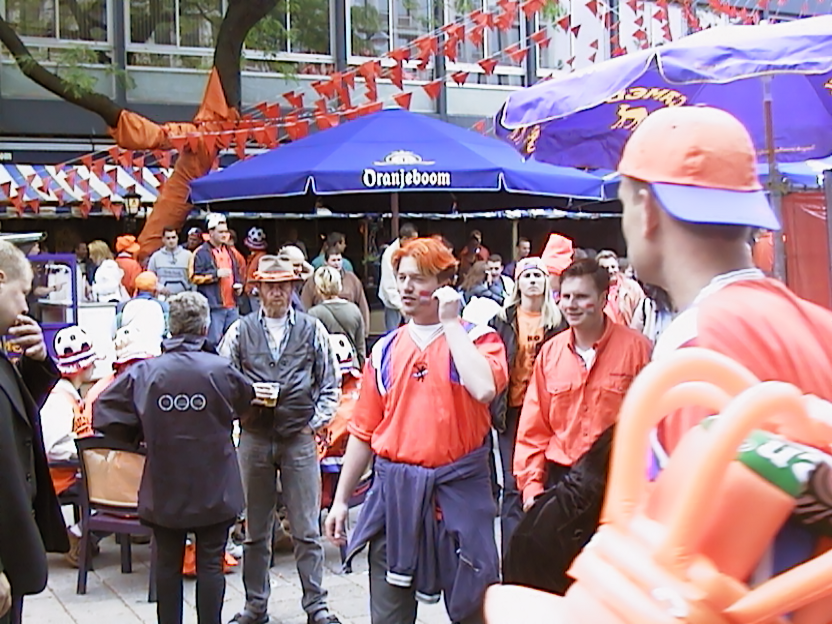
Nederlandse fans op het Stadhuisplein tijdens het EK voetbal in 2000
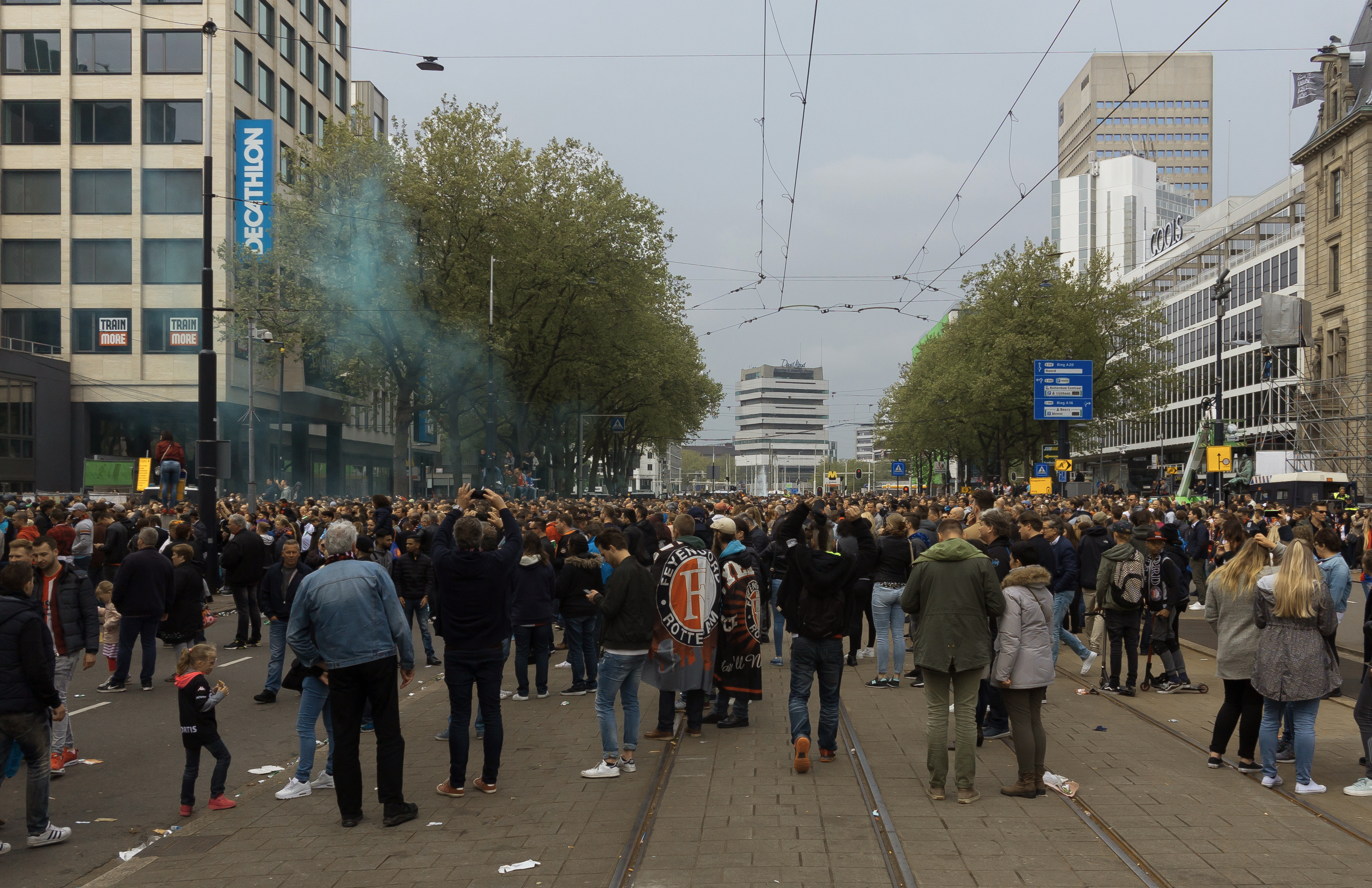
Feyenoord-supporters op de Coolsingel, bij het Stadhuisplein
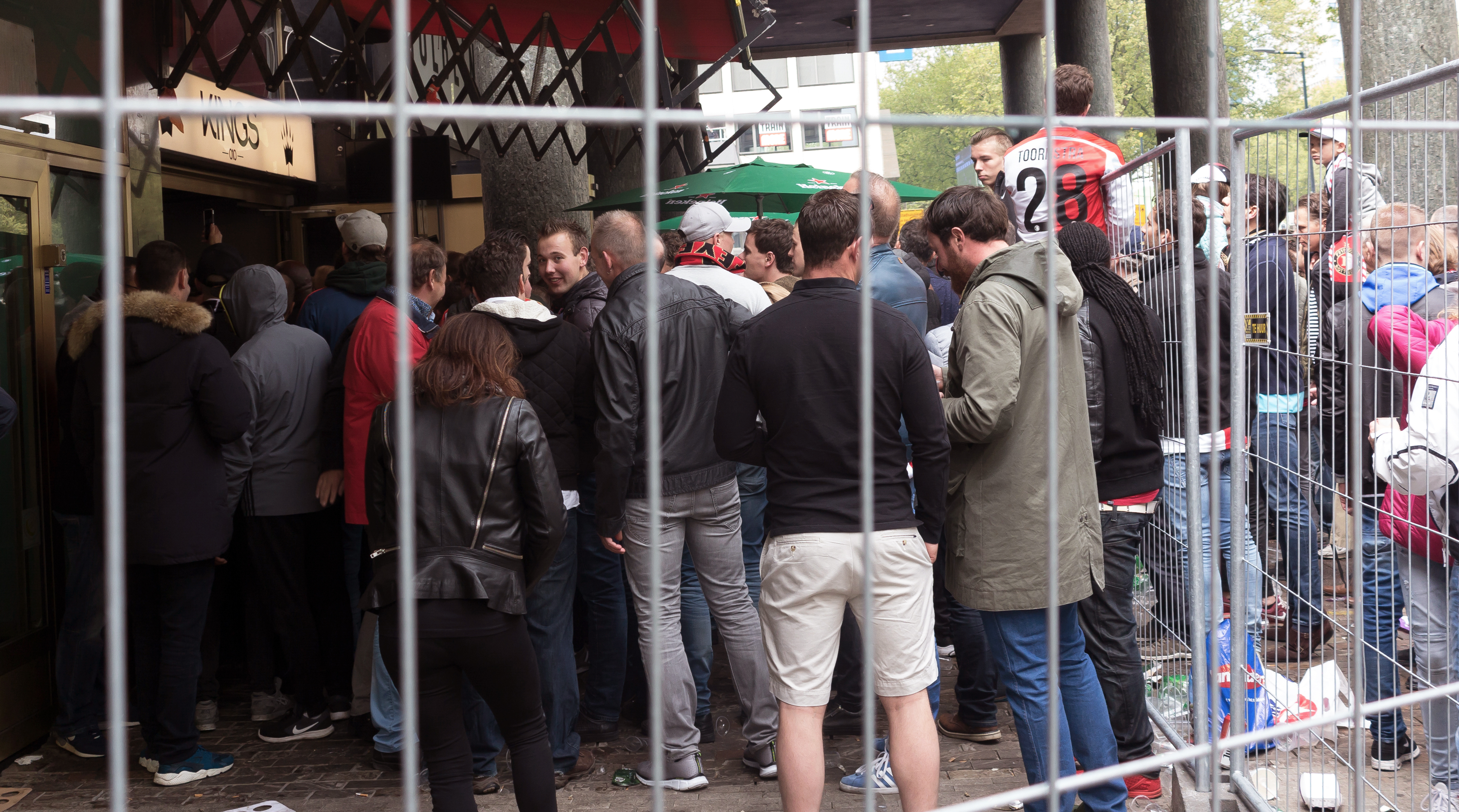
Feyenoord-supporters op het Stadhuisplein

Admiraal de Ruyterweg ·
Admiraliteitskade ·
Aert van Nesstraat ·
Baan ·
Batavierenstraat ·
Beukelsdijk ·
Beursplein ·
Beurstraverse ·
Binnenweg ·
Binnenwegplein ·
Binnenrotte ·
Blaak ·
Boezemweg ·
Boompjes ·
Bosland ·
Botersloot ·
Burgemeester van Walsumweg ·
Churchillplein ·
Coolsingel ·
Coolvest ·
Eendrachtsplein ·
Eendrachtsweg ·
Geldersekade ·
Goudsesingel ·
's-Gravendijkwal ·
Haagseveer ·
Henegouwerlaan ·
Hofdijk ·
Hofplein ·
Hoogstraat ·
Jonker Fransstraat ·
Karel Doormanstraat ·
Kipstraat ·
Kolk ·
Koningin Emmaplein ·
Korte Hoogstraat ·
Kruiskade ·
Kruisplein ·
Leuvehoofd ·
Lijnbaan ·
Lombardkade ·
Maasboulevard ·
Mariniersweg ·
Mathenesserlaan ·
Mauritsweg ·
Meent ·
Museumpark ·
Oostmolenwerf ·
Oostplein ·
Oude Binnenweg ·
Parkkade ·
Parklaan ·
Pim Fortuynplaats ·
Plein 1940 ·
Pompenburg ·
Rochussenstraat ·
Saftlevenstraat ·
Schiedamsedijk ·
Schiedamse Vest ·
Schouwburgplein ·
Spaansekade ·
Stadhuisplein ·
Stationsplein ·
Stroveer ·
Van Oldenbarneveltstraat ·
Vasteland ·
Veerkade ·
Weena ·
Westblaak ·
Westerkade ·
West-Kruiskade ·
Westersingel ·
Westplein ·
Willemskade ·
Willemsplein ·
Witte de Withstraat